# چه رؤیاهایی که می‌آیند (فیلم)
چه رویاهایی که می‌آیند (به انگلیسی: What Dreams May Come) فیلمی درام و فانتزی است بر اساس کتابی به همین نام از ریچارد متیسون، محصول سال ۱۹۹۸ به کارگردانی وینسنت وارد. در این فیلم بازیگرانی همچون رابین ویلیامز، کوبا گودینگ جونیور، آنابلا شورا، ماکس فون سیدو، روزالیند چائو و لوسیندا جنی ایفای نقش کرده‌اند.
این فیلم توانست در هفتاد و یکمین دوره جوایز اسکار، جایزه اسکار بهترین جلوه‌های تصویری را از آن خود کند و در بخش جایزه اسکار بهترین طراحی صحنه نیز نامزد شود. به‌علاوه توانست برندهٔ جایزه ستلایت برای بهترین جلوه‌های تصویری شود.

## خلاصه داستان
زن و شوهری جوان دو فرزند خود را در حادثه‌ای از دست می‌دهند. زن دیگر تحمل ندارد، اما شوهرش به او کمک می‌کند و شوق زندگی را به وی بازمی‌گرداند. مدتی بعد مرد در حادثه‌ای کشته می‌شود و به بهشت می‌رود. زن که این‌بار یار و یاوری ندارد، خودکشی می‌کند و مرد سفری از بهشت به دوزخ را برای یافتن همسرش آغاز می‌کند…

## بازیگران
- رابین ویلیامز در نقش دکتر کریستوفر جیمز «کریس» نیلسن
- کوبا گودینگ جونیور در نقش آلبرت لوئیس / ایان نیلسن
- آنابلا شورا در نقش آنی کالینز-نیلسن
- ماکس فون سیدو در نقش ردیاب / آلبرت لوئیس
- جسیکا بروکس گرانت[۴] در نقش مری نیلسن
- جاش پادوک[۵] در نقش ایان نیلسن
- روزالیند چائو در نقش لیونا / مری نیلسن
- لوسیندا جنی در نقش خانم جیکوبز
- مگی مک‌کارتی[۶] در نقش استیسی جیکوبز

علاوه بر این، ورنر هرتسوک، کارگردان، نقشی کوتاهی به عنوان یکی از چهره‌های نفرین‌شده دارد.